# Günter Brocker
Günter Brocker (* 24. Mai 1925 in Duisburg-Hochfeld; † 29. Mai 2015 in Duisburg) war ein deutscher Fußballspieler und -trainer. Als Spieler wurde er mit dem FC Schalke 04 1958 unter dem Trainer Eduard Frühwirth Deutscher Meister.

## Karriere

### Spieler
Im Jahre 1952 wechselte Günter Brocker, vermutlich wegen eines Hinweises seines Ex-Trainers Willy Busch an Schalke, aus der 2. Liga West vom Duisburger FV 08 für 8000 DM und ein Freundschaftsspiel zu Schalke 04, obwohl er bereits beim Meidericher SV unterschrieben hatte. Ernst Kuzorra und Hermann Eppenhoff überzeugten Brocker, zu Schalke zu wechseln, Fritz Szepan holte den linken Verteidiger von der Wedau an die Emscher. Mit 08 hatte er in der Saison 1949/50 in der Oberliga West 28 Spiele absolviert. Brocker kam bis 1961 auf 152 Einsätze für Schalke, der größte Erfolg war der Gewinn der deutschen Meisterschaft 1958. Der zweikampfstarke Abwehrspieler bestritt zwischen 1952 und 1961 insgesamt 152 Oberligaspiele, sechs Pokalpartien, fünf Europacup-Begegnungen und war zehnmal in der Endrunde zur deutschen Meisterschaft dabei.
Neben seinen Einsätzen für Schalke war er offiziell Verkäufer im Westfalen-Kaufhaus, dem damals größten Kaufhaus Gelsenkirchens, hatte aber hauptsächlich repräsentative Aufgaben zu übernehmen.

### Trainer
Brocker beendete mit 36 Jahren seine Karriere als Spieler und entschied sich für eine Laufbahn als Trainer. Er bestand die Prüfung zum Fußball-Lehrer bei Bundestrainer Sepp Herberger mit „1 plus“ und übernahm auf dessen Empfehlung von 1961 an seine erste Trainerstelle in der Pfalz beim 1. FC Kaiserslautern und wurde in der Oberliga Südwest mit dieser Mannschaft Vierter. Im letzten Jahr der Oberliga, 1962/63, konnte er den Meistertitel im Südwesten holen und in die Endrunde um die deutsche Meisterschaft einziehen. Dort waren aber die Nachfolger von Fritz Walter chancenlos. Nach den ersten zwei Jahren Bundesliga auf dem Betzenberg wurde er 1965/66 Nachfolger von Willi Multhaup bei Werder Bremen, dem Deutschen Meister des Jahres 1965. Im Europapokal schied Werder in der zweiten Runde gegen Partizan Belgrad mit Torhüter Soskic und Verteidiger Jusufi aus. Als er die Saison 1967/68 mit drei Niederlagen begann, wurde er am 4. September 1967 entlassen. Daraufhin bekam er einen Vertrag beim FC Schalke 04 und schaffte den Klassenerhalt 1967/68. Aber auch das verhinderte nicht am 17. November 1968 nach der 1:4-Niederlage bei Alemannia Aachen, bei einem Punktestand von 10:20 nach 15 Spielen, die erneute Entlassung. Seine vierte Trainer-Station in der Bundesliga stellte ab der Runde 1971/72 Rot-Weiß Oberhausen dar. Im Nachhinein wurde der Verlauf dieser Saison vollkommen von den Enthüllungen des Bundesliga-Skandals überschattet. Positiv war der Einsatz der Talente Ditmar Jakobs und Franz-Josef Tenhagen, negativ die Verstrickung in den Bundesligaskandal. Der Präsident von RWO, Peter Maaßen, wurde als aktiver Vereinsfunktionär verurteilt. Brocker wurde vorgeworfen, er habe das Bundesliga-Aufstiegsspiel Tennis Borussia Berlin gegen Arminia Bielefeld (0:2) am 27. Juni 1970 manipuliert. Ein ordentliches Gericht sprach ihn zwar frei, aber der DFB sperrte ihn 1972 für zwei Jahre.

## Privates
Brocker, der später Sportlehrer an einer Berufsschule in Duisburg wurde, lebte als Pensionär mit seiner Frau in Duisburg-Buchholz. Sein Sohn Michael (* 1958) kam in der Runde 1978/79 für den MSV Duisburg zu sechs Einsätzen in der Bundesliga.